# アレグザンダー・ダフ (第3代ファイフ伯爵)
第3代ファイフ伯爵アレグザンダー・ダフ（英: Alexander Duff, 3rd Earl Fife、1731年4月18日 – 1811年4月17日）は、スコットランド出身のアイルランド貴族。

## 生涯
初代ファイフ伯爵ウィリアム・ダフと2人目の妻ジーン（Jean、1705年9月28日 – 1788年1月16日、第6代準男爵サー・ジェームズ・グラントの娘）との次男として生まれた。兄に第2代ファイフ伯爵ジェイムズ・ダフがいる。
兄ジェイムズには3人の子があったが、いずれも私生児であった。そのため、兄が死去するとアレグザンダーが爵位を継承した。1754年に法廷弁護士会会員となった。
1811年4月17日にスコットランド、バンフにある自邸ダフ・ハウスで亡くなった。長男ジェイムズが爵位を継承した。

## 家族
1775年8月17日にメアリ・スキーン（Mary Skene、ジョージ・スキーンの長女）と結婚して、2男4女をもうけた。妻メアリーはアレグザンダーの死後も存命した。
- ジェイムズ（1776年10月6日 – 1857年3月9日） - 第4代ファイフ伯爵[1]
- アレグザンダー（1777年 – 1851年3月21日） - 陸軍軍人、政治家。1812年3月16日、アン・スタイン（Anne Stein、ジェームズ・スタインの娘）と結婚、子供あり。第5代ファイフ伯爵ジェイムズ・ダフの父[4]
- ジェーン（1850年5月22日没） - 1802年12月2日、アレグザンダー・フランシス・テイラー（Alexander Francis Tayler）と結婚[3]
- アン（1829年1月24日没） - 1809年10月16日、リチャード・ウォートン・ダフ（Richard Wharton Duff）と結婚[3]
- サラ（1790年 – 1811年3月3日） - 1807年6月20日、ダニエル・コルヤー（Daniel Collyer）と結婚[5]
- メアリー - 早世[3]